# Thees Burfeind
Thees Burfeind (født 13. april 1903  -?) var en tysk politimand og Gestapo-chef i Kolding .
Burfeind havde taget realeksamen og var oprindelig gået i banklære, inden han som 21-årig kom ind ved ordenspolitiet i Hamborg 1925, 1932 overgik han til kriminalpolitiet, 1933 til Gestapo. Han blev DNSAP-parti- og SS-medlem i 1934. Karrieren bragte ham i 1939 til Tjekkoslovakiet som regional Gestapoleder. I 1942 kom han tilbage i Tyskland, hvor han i Kiel blev afdelingsleder i Gestapo med bekæmpelsen af kommunisme som ansvarsområde. Derefter var han en kort tid leder af Gestapos grænsepoliti i Lübeck, før han i september 1943 blev sendt til det besatte Danmark først som leder af Gestapo på Hotel Hafnia i Esbjerg. 1 juni 1944 blev Burfeind chef for Gestapo på Staldgården ved Koldinghus i Kolding da han afløste August Wilhelm Naujock. Ved sin tiltræden blev han udnævnt til kriminalrat (kriminalkommissær) den højest mulige rang tyske politifolk uden universitetsgrad kunne nå.
Burfeind havde højere rang i politihierarkiet og var mere diplomatisk og velafbalanceret. Både Burfeind og Naujock deltog i forhørene, men Burfeind forlod for det meste lokalet, når torturen begyndte, mens Naujock personligt tog del i mishandlingerne. Burfeind sagde efter krigen, at anvendelsen af tortur i hvert fald under hans ledelse havde været kontrolleret og efter det tyske reglementet, der tillod op til 25 stokkeslag.
Efter krigen lykkedes det Burfeind at slippe ud af Danmark, men han blev opsporet i Nibøl nær den dansk-tyske grænse. Her blev han anholdt den 16. maj 1945. Han blev i 1949 idømt otte års fængsel og i 1950 fik han lagt yderligere fire års fængsel til sin straf, fordi han havde beordret mordet på en ung jernbanesabotør. Tre år senere, i 1953, blev han benådet og var blandt de sidste Gestapofolk, der blev sendt tilbage til Tyskland sammen med det øvrige tyske personale fra Staldgården.